# Hans Steinhoff
Pour les articles homonymes, voir Steinhoff.
Hans Steinhoff, né le 10 mars 1882 à Marienberg (Saxe) et mort le 20 avril 1945 à Glienig (Brandebourg) dans un accident d'avion, est un réalisateur, scénariste et producteur allemand.

## Biographie
Il commence sa carrière de réalisateur et de scénariste sous la république de Weimar. Au début des années 1930, il réalise quelques films en France, dont notamment Chacun sa chance avec Jean Gabin dans la distribution.
Au service de Joseph Goebbels sous le Troisième Reich, il devient l'un des principaux cinéastes du régime nazi et réalise des œuvres de propagande parmi lesquelles figurent surtout le célèbre Hitlerjunge Quex (Le Jeune Hitlérien Quex), sorti en 1933 ou encore Le Président Krüger (1941) qui fut la production la plus coûteuse de tout le cinéma national-socialiste et le chef-d'œuvre de son auteur égalant « les meilleurs films américains du genre ». Le film attira des millions de spectateurs.
Dans la même veine, il est aussi l'auteur de films à caractère historique sur Frédéric II, le savant Robert Koch et la seconde guerre des Boers.
Le 20 avril 1945, pendant les derniers jours de la Seconde Guerre mondiale, il tente de s'échapper de Berlin par le dernier vol pour Prague et Linz ; cependant l'avion est abattu par les Soviétiques et s'écrase. Il n'y a qu'un seul survivant, et Steinhoff est inhumé à Glienig (Brandebourg), où se trouve une stèle commémorant l'accident.

## Filmographie partielle
- 1921 : Kleider machen Leute
- 1922 : Boris Godounov
- 1930 : Chacun sa chance
- 1931 : Mon Léopold
- 1932 : Scampolo, ein Kind der Straße
- 1932 : Un peu d'amour
- 1933 : Poupée blonde
- 1933 : Hitlerjunge Quex (Le Jeune Hitlérien Quex)
- 1933 : Madame ne veut pas d'enfants coréalisé avec Constantin Landau
- 1934 : Vers l'abîme (du roman d'Harald Bratt (de))
- 1935 : Der alte und der junge König (Les Deux Rois)
- 1939 : Robert Koch, der Bekämpfer des Todes (La Lutte héroïque)
- 1940 : Die Geierwally (La Fille au vautour)
- 1941 : Ohm Krüger (Le Président Krüger)
- 1942 : Rembrandt
- 1944 : Mélusine (de)